# Deamia chontalensis
Deamia chontalensis, conocida comúnmente como pitayita nocturna de la Chontalpa, es una especie de planta suculenta perteneciente a la familia Cactaceae. Se distribuye desde el suroeste de México (concretamente en el estado mexicano de Oaxaca) hasta Guatemala .

## Descripción
Es una especie de cactus litófito, de hábito colgante o rastrero, que se desarrolla sobre superficies rocosas. Los tallos pueden medir hasta 1 m (o más) de largo, son articulados y están formados por segmentos. Cada uno de ellos mide de 10 a 40 cm de largo y de 2,5 a 3,5 cm de diámetro. Tienen la epidermis de color verde claro a verde amarillento, son cilíndricos y a menudo están cubiertos por una cera cuticular dura y quebradiza. Se ramifican en los nudos que hay entre los segmentos y suelen presentar raíces adventicias en la parte inferior, las cuales les permiten anclarse al sustrato.
Presentan de cinco a siete costillas estrechas similares a alas, tienen muescas y a menudo adquieren tonalidades rojizas. Sobre ellas se asientan areolas ligeramente hundidas, de las cuales emergen espinas de 0,5 a 1 cm de largo y de color amarillento, aunque se oscurecen con la edad. De entre ellas, se distinguen de una a cuatro espinas centrales algo más fuertes que las cinco a siete espinas radiales, las cuales son delgadas y flexibles. También tienen cerdas de hasta 1,5 cm de largo, aunque generalmente son escasas y persistentes.
Las flores son solitarias, muy fragantes y presentan forma de embudo. Son ligeramente zigomorfas, de color blanco y alcanzan una longitud de 6 a 9 cm. Tienen el pericarpelo notablemente abultado y cubierto de escamas triangulares, con espinas en forma de pelos retorcidos (tricomas). El estigma lo tienen ubicado por debajo de las anteras, ya que son de estilo corto.
Los frutos son esféricos, de color rojo pálido y espinosos. Miden de 2 a 2,5 cm de diámetro, son fragantes y tienen la pulpa blanca. Sus semillas miden hasta 3,7 mm de largo y 2,1 mm de ancho. Son ovadas, de color marrón claro y semi-mate con un micro-relieve liso.

## Distribución y hábitat
El área de distribución nativa de esta especie se extiende desde el suroeste de México (concretamente en el estado de Oaxaca) hasta Guatemala. Crece principalmente en el bioma tropical estacionalmente seco.

## Taxonomía
La especie fue descrita inicialmente como Nyctocereus chontalensis y publicada por Edward Johnston Alexander en Cactus and Succulent Journal 22: 132, en 1950, hoy en día es tanto un sinónimo como el basónimo de esta.
Posteriormente, sería atribuida al género Selenicereus por Myron William Kimnach en Bradleya; Yearbook of the British Cactus and Succulent Society 9: 91, en 1991, nombre científico que también es un sinónimo actualmente.
Ulteriormente sería atribuida al género Deamia por Alexander Borissovitch Doweld en Tsukkulenty 4(1–2): 41, en 2002.
Etimología
- Deamia: nombre genérico otorgado en honor al botánico y recolector de plantas estadounidense Charles C. Deam (1865 – 1953), quien envió la planta Deamia testudo desde Guatemala a los botánicos estadounidenses Nathanael Lord Britton y Joseph Nelson Rose para su estudio
- chontalensis: epíteto geográfico que alude a su localización en la región habitada por los indígenas chontales en Oaxaca, México.[8]

## Usos
Se cultiva principalmente como planta ornamental y su propagación se realiza normalmente a través de esquejes.